# Must

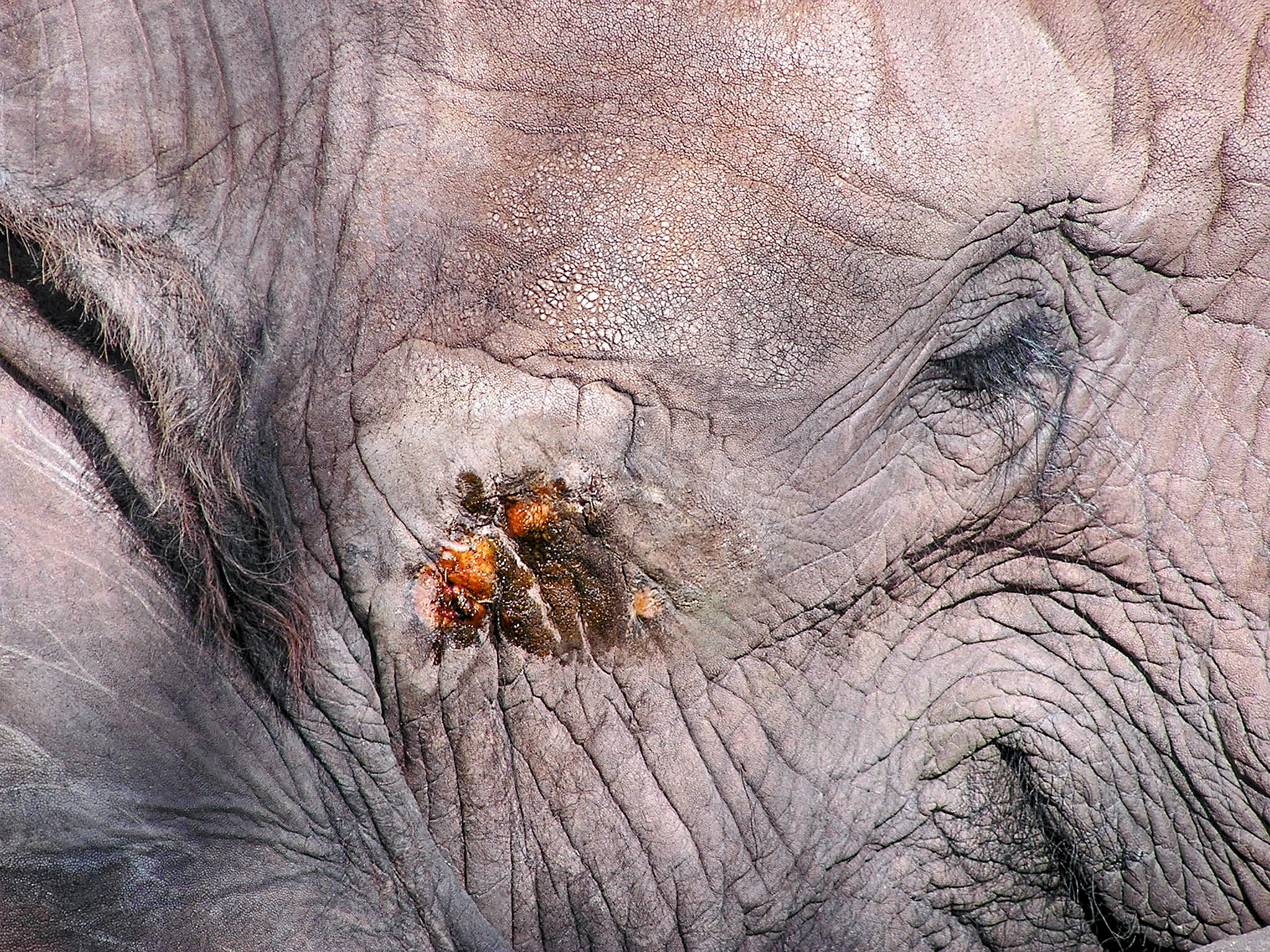
Secreción de temporina durante el must.

El must es un periodo de los elefantes macho, caracterizado por un comportamiento altamente agresivo y acompañado por un gran aumento de hormonas reproductivas. Los niveles de testosterona en un elefante durante el must pueden ser hasta 60 veces mayores que fuera del período para el mismo ejemplar.  No obstante se desconoce si este aumento es causado únicamente por el must, o es meramente un factor que contribuye a ello. Las investigaciones científicas acerca del must son problemáticas porque incluso los elefantes más tranquilos se vuelven altamente agresivos tanto hacia los humanos como hacia otros elefantes durante este período, llegando a necesitar segregarse y aislarse hasta que se recuperen. Los elefantes hembra no sufren el must.

## Causas y efectos
No parece que haya una conexión biológica con el celo de las hembras, ya que éste no está ligado a las estaciones, mientras que el must de los machos casi siempre ocurre en invierno. Además, se sabe que los machos durante el must atacan con frecuencia a las hembras, independientemente de si las hembras están o no en celo. Se ha especulado acerca de si el must está conectado al periodo natural de reorganización de la dominancia entre los machos en las manadas.

## Etimología
La palabra deriva del persa مست (mast, pronunciado [mæst] en persa moderno), que significa "intoxicado".